# Armée Al-Sanadid
L'Armée Al-Sanadid ou Forces Al-Sanadid (arabe : قوات الصناديد (Jaych al-Sanadid), « L'Armée des braves ») est un groupe armé de la guerre civile syrienne fondé sous le nom d'Armée de la Dignité.

## Formation et affiliations

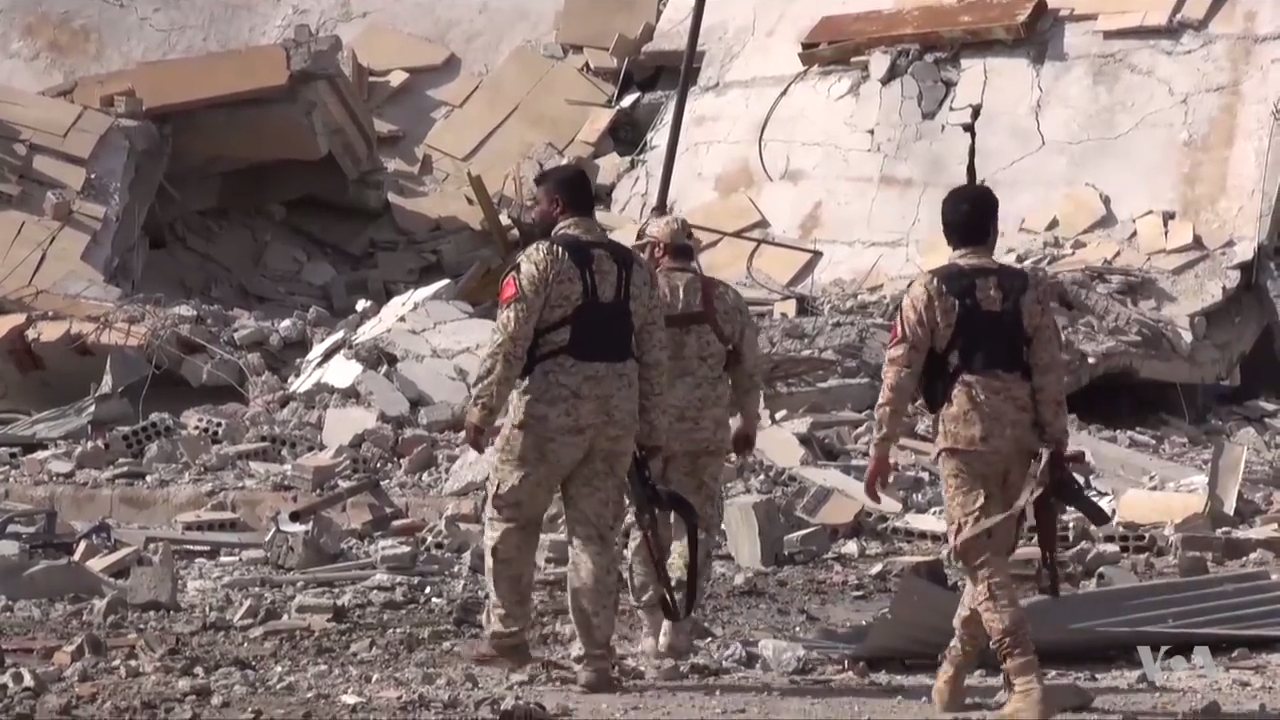
Des combattants de l'Armée Al-Sanadid à Al-Chaddadeh, le 2 mars 2016.

L'Armée Al-Sanadid prend initialement le nom d'« Armée de la Dignité » (Jaych al-Karama). Elle rassemble des combattants de la tribu arabe des Chammar dans le gouvernorat de Hassaké. Le groupe est surtout basé dans le district d'al- Jazirah et est dirigé par son gouverneur, Hamidi Dahham al-Hadi.
En 2015, le groupe combat l'État islamique aux côtés des Kurdes des YPG,. Le chef du groupe, Hamidi Daham al-Hadi, affirme ne pas prendre parti pour ou contre le régime syrien et privilégie la lutte contre les djihadistes de l'EI.
Le 11 octobre 2015, l'Armée Al-Sanadid fait partie des groupes qui forment les Forces démocratiques syriennes.

## Effectifs et commandement
L'Armée al-Sanadid est dirigée par Hamidi Daham al-Hadi, chef de la tribu des Chammar. Le chef de la branche militaire est Bandar al-Humaydi. Le groupe compterait 4 000 combattants.

## Vidéographie
- [vidéo] « Sur le front syrien avec les Sanadid, combattants sunnites opposés à l’EI », France 24, 14 mars 2016.